# レディ・ゴー!
『レディ・ゴー!』（原題：레디고!）は、1997年11月7日から1998年1月11日にかけて、大韓民国のMBCで放送されたテレビドラマ。全8話。大学の映画サークル「Ready Go!」を中心とした韓国の若者たちの友情、恋愛、夢を描いた青春ドラマである。
ホン・ジナが脚本を書き、イ・チャンハンが演出し、ウォンビン、ユンソナ、チャ・テヒョン、キム・ヒョンジュ、チャン・ドンゴンが出演した。1997年に始まったアジア通貨危機のために韓国経済は1997年末に危機的な状況になり、放送中のこのドラマの制作費も削減され、8話までで途中終了になった。
日本では2003年8月からKNTVで放送され、12月にDVDが発売された。2004年9月には日本テレビで「ドラマチック韓流」枠の第1作として放送された。

## キャスト
- イ・ソギョン（ユン・ソナ）
- パク・チャンギ（チャ・テヒョン）
- ハン・スンジュ（ウォンビン）
- ナ・ミンジョン（キム・ヒョンジュ）
- キム・テギョン（オ・スンテク）
- ジュディ・リー（チン・ジェヨン）
- ハン・スンホ（チャン・ドンゴン）